# Maladera phoenicica
Maladera phoenicica är en skalbaggsart som beskrevs av Rudolph Petrovitz 1969. Maladera phoenicica ingår i släktet Maladera och familjen Melolonthidae. Inga underarter finns listade i Catalogue of Life.